# Garet Jax
Garet Jax è un personaggio della trilogia di Shannara scritta da Terry Brooks. Appare nel terzo romanzo della serie di Shannara, La Canzone di Shannara.

## Storia
Garet Jax è il maestro d'armi che salva il giovane Jair Ohmsford prigioniero degli gnomi che lo vogliono consegnare alle Mortombre. Egli conduce il giovane a Culhaven e lo salva nella palude delle Querce Nere da un terribile mostro.
Garet è legato a Jair da una magia fatta dal Re del Fiume d'Argento; la sua missione è condurlo sano e salvo fino alla Sorgente del Cielo affinché compia la missione di rendere pure le acque che alimentano il Fiume Argento; in cambio riceverà un avversario degno di lui con cui combattere.
Il Maestro d'Armi guida la piccola compagnia che si crea a Culhaven nella capitale dei Nani; convince lo gnomo Slanter a fare da guida verso le Terre dell'Est; egli è sempre in prima fila a proteggere Jair dalle creature che ne minacciano la sopravvivenza. Lo difende dagli Gnomi in prossimità della fortezza di Capaal; si lancia sprezzante del pericolo contro il terribile mostro Kraken evocato dalle Mortombre uccidendolo.
Guida la compagnia sulle tracce di Jair che è stato catturato da un Mwellret e lo protegge lungo le stanze della fortezza di Graymark dagli attacchi delle orde dei malvagi gnomi.
Quando giunge con i superstiti della compagnia in una tenebrosa caverna, in prossimità della Sorgente del Cielo, viene al cospetto di una creatura mostruosa figlia dell'antica magia, una Jachyra. A questo punto capisce che è arrivato il suo momento: il destino gli ha concesso l'avversario con cui potrà battersi alla pari.
Epica la frase con cui si congeda dai suoi compagni di venture (Slanter (lo gnomo battitore) e Jair Ohmsford):
```
 
"..<<Io non sono Helt,Gnomo.>>Garet Jax era tutto assorto ad osservare la Jachyra che si avvicinava.<<Io sono il Maestro d'Armi.E non ho mai perso una battaglia.>>.."
```

Il suo ultimo atto di eroismo permette a Jair di portare a compimento la sua missione ed egli sarà ricordato sempre da tutti i superstiti della missione.
A lui, i creatori di League of Legends si sono ispirati per creare il personaggio "Jax, Gran Maestro d'Armi".